# Slobozhanske (Krasnogrado)
Slobozhanske (en ucraniano: Слобожанське) es un pueblo ucraniano perteneciente al óblast de Járkov. Situado en el este del país, forma parte del raión de Krasnogrado y del municipio (hromada) de Kegíchivka.

## Toponimia
El nombre de la ciudad en otros idiomas de importancia local es Slobozhánskoye (en ruso: Слобожанское). Durante la era soviética y hasta 2016, cuando se cambió su denominación de acuerdo con la ley de descomunización de Ucrania, se llamaba Chapaeve (en ucraniano: Чапаєве; en ruso: Чапаево) por el líder bolchevique Vasili Chapáyev.

## Geografía
Slobozhanske se encuentra a 16 km al noreste de Kegíchivka y unos 100 km al sur de Járkov.

## Historia
La ciudad fue fundada en 1899 como Tsiglevrovka-Shliajóvoye (en ruso: Циглевровка-Шляховое) y pasó a llamarse Chapaeve en 1925.
Durante la guerra civil rusa, los majnovistas atacaron repetidamente la fábrica de azúcar con el objetivo de saquear el azúcar. Durante la Segunda Guerra Mundial, los nazis incendiaron la fábrica pero en 1949 la empresa ya producía azúcar. 
Hasta el 18 de julio de 2020, Slobozhanske fue parte del raión de Kegíchivka. El raión se abolió en julio de 2020 como parte de la reforma administrativa de Ucrania, que redujo el número de raiones del óblast de Járkiv a siete. El área del raión de Kegíchivka se fusionó con el raión de Krasnogrado.En 2023, Slobozhanske perdió el estatus de asentamiento de tipo urbano debido a la eliminación de este estatus administrativo.

## Demografía
La evolución de la población de Slobozhanske entre 1989 y 2022 fue la siguiente:
| 2922                                                          | 2911 | 2772 | 2675 | 2668 | 2605 |
| (Fuente: Cities & Towns of Ukraine y UKRAINE: Größere Städte) |      |      |      |      |      |

## Infraestructura

### Transporte
El asentamiento está conectado por carretera con Kegíchivka en el sur y Nueva Vodolaja en el norte. 